# Saint-Quentin-des-Isles
Saint-Quentin-des-Isles is een plaats en voormalige gemeente in het Franse departement Eure (regio Normandië) en telt 237 inwoners (2005). De plaats maakt deel uit van het arrondissement Bernay. Saint-Quentin-des-Isles is op 1 januari 2019 gefuseerd met de gemeenten Saint-Aubin-le-Vertueux en Saint-Clair-d'Arcey tot de gemeente Treis-Sants-en-Ouche. 

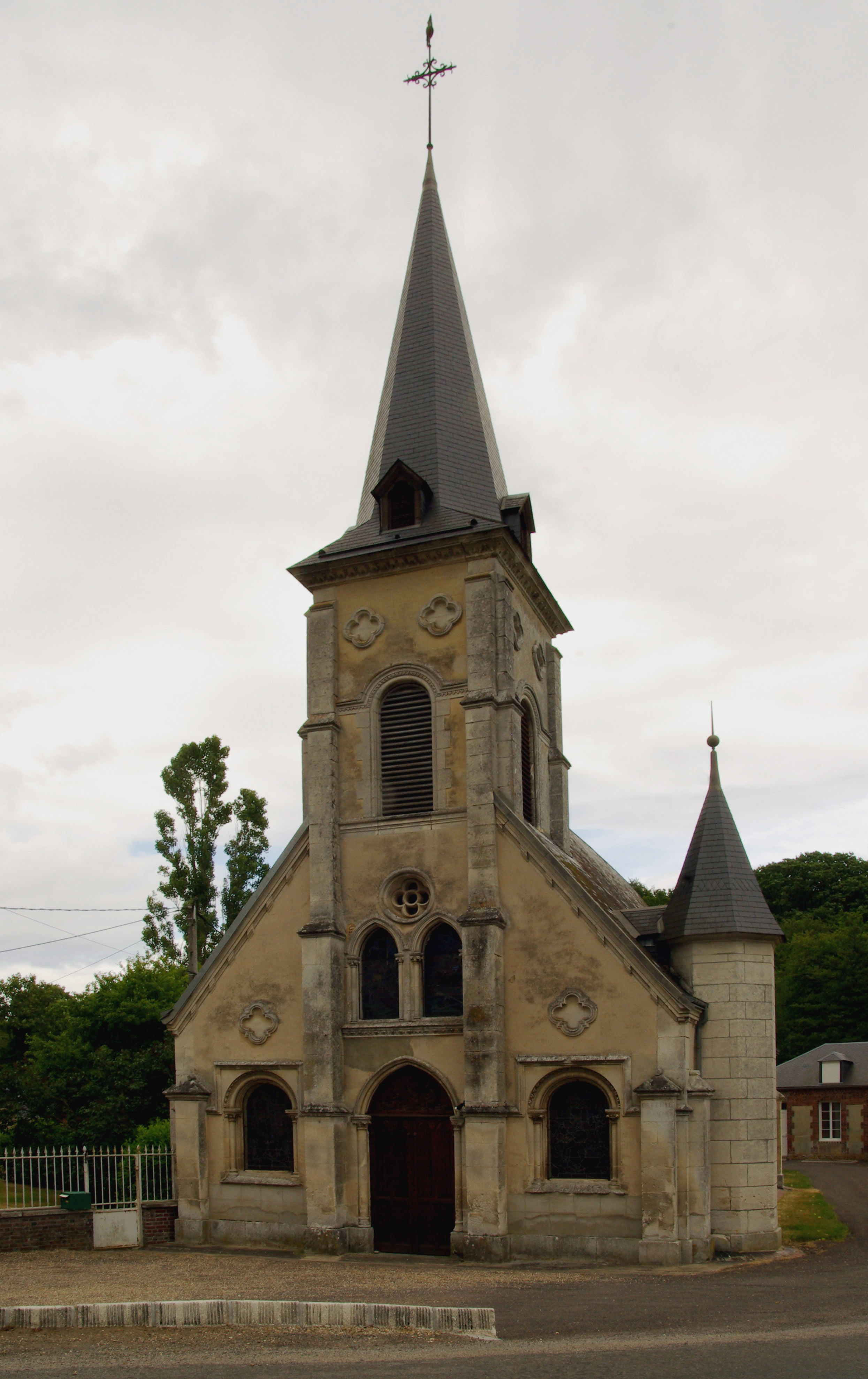
Kerk van Saint-Quentin-des-Isles
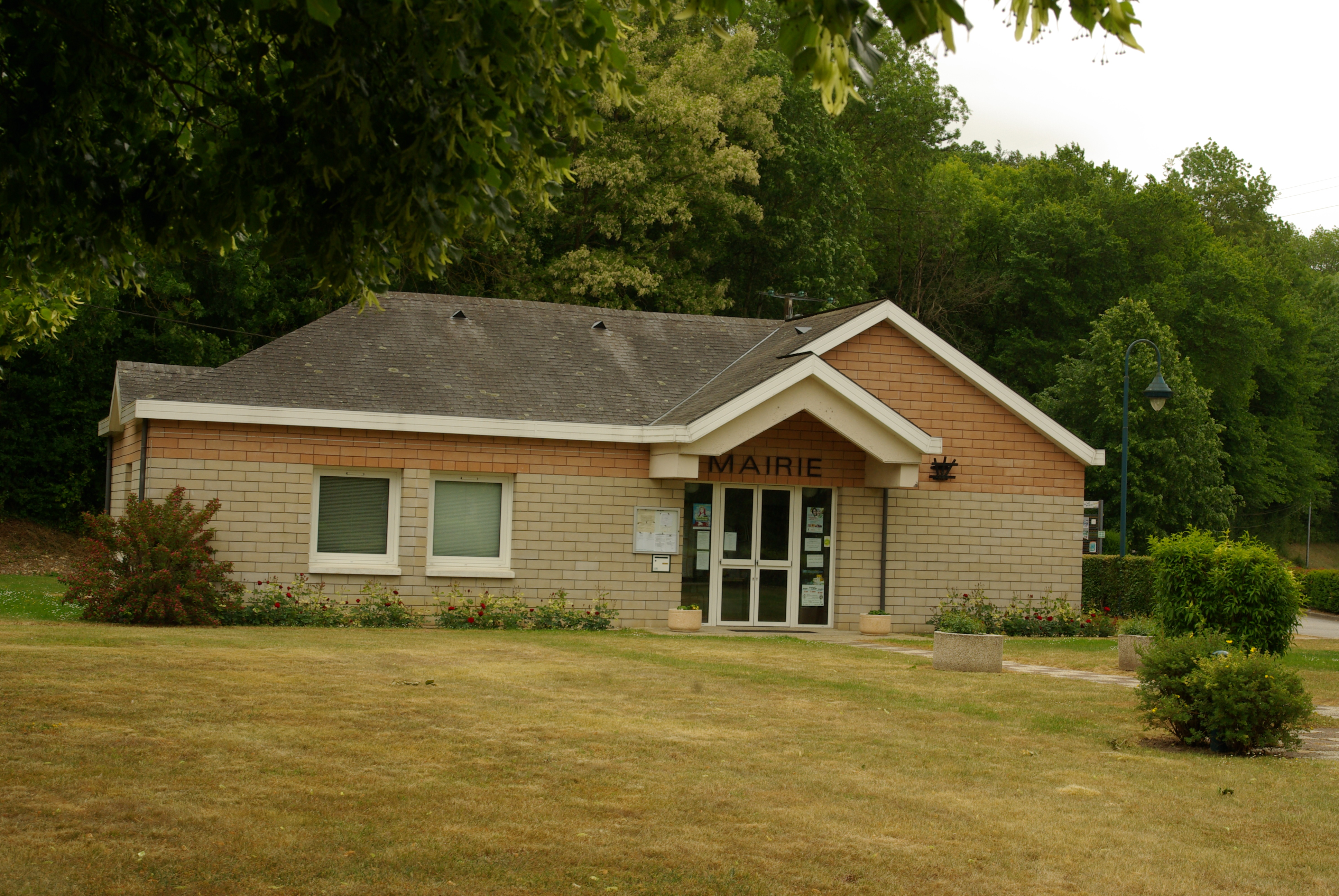
Voormalig gemeentehuis

## Geografie
De oppervlakte van Saint-Quentin-des-Isles bedraagt 4,0 km², de bevolkingsdichtheid is 59,3 inwoners per km².
De onderstaande kaart toont de ligging van Saint-Quentin-des-Isles met de belangrijkste infrastructuur en aangrenzende gemeenten.

## Demografie
Onderstaande figuur toont het verloop van het inwonertal (bron: INSEE-tellingen).